# Grb Občine Mengeš
Grb Občine Mengeš ima svoje korenine v grbu nekdanjih vitezov Mengeških, lastnikov nekdanjega gradu na Gobavici nad Mengšem. Prva znana upodobitev grba je na pečatu listini Hertlina Mengeškega iz leta 1320. 
Grb je upodobljen na srebrnem ščitu, na katerem sta narisana dva prepletena modra trnka. Barve grba je določil Janez Vajkard Valvasor. Ščitno polje obkroža rdeč rob.